# Mizzi Kaspar
 (mars 2025).
Marcela Kaspar, dite Mizzi Kaspar, née à Graz le 28 septembre 1864 et morte à Vienne le 20 janvier 1907), est une actrice autrichienne, maîtresse de l'archiduc Rodolphe d'Autriche, prince héritier d'Autriche-Hongrie. Son nom apparaît lors de la tragédie de Mayerling.

## Tragédie de Mayerling
Mizzi Kaspar est une actrice autrichienne. Comme nombre de ses consœurs, elle vit également de ses charmes et des cadeaux que lui font ses riches amants. 
Le plus notable d'entre eux fut à partir de 1886 le prince royal Rodolphe, alors âgé de 27 ans. La vie du prince est particulièrement compliquée : opposé publiquement à la politique de son père, l'empereur François-Joseph Ier avec lequel il entretient des relations distantes, le prince admire sa mère, l'impératrice Elisabeth. Cependant, l'impératrice, fuyant ses obligations et la cour, voyage très fréquemment. Avec son anti-confomisme habituel, elle a confié son mari à l'amitié platonique d'une jeune comédienne Katharina Schratt. Le prince est choqué par la situation conjugale de ses parents, souffre des nombreuses absences de sa mère et de la préférence affichée de l'impératrice pour sa fille cadette, l'archiduchesse Marie-Valérie d'Autriche qui, contrairement à ses aînés, a eu le droit de se fiancer à un homme de son choix. 

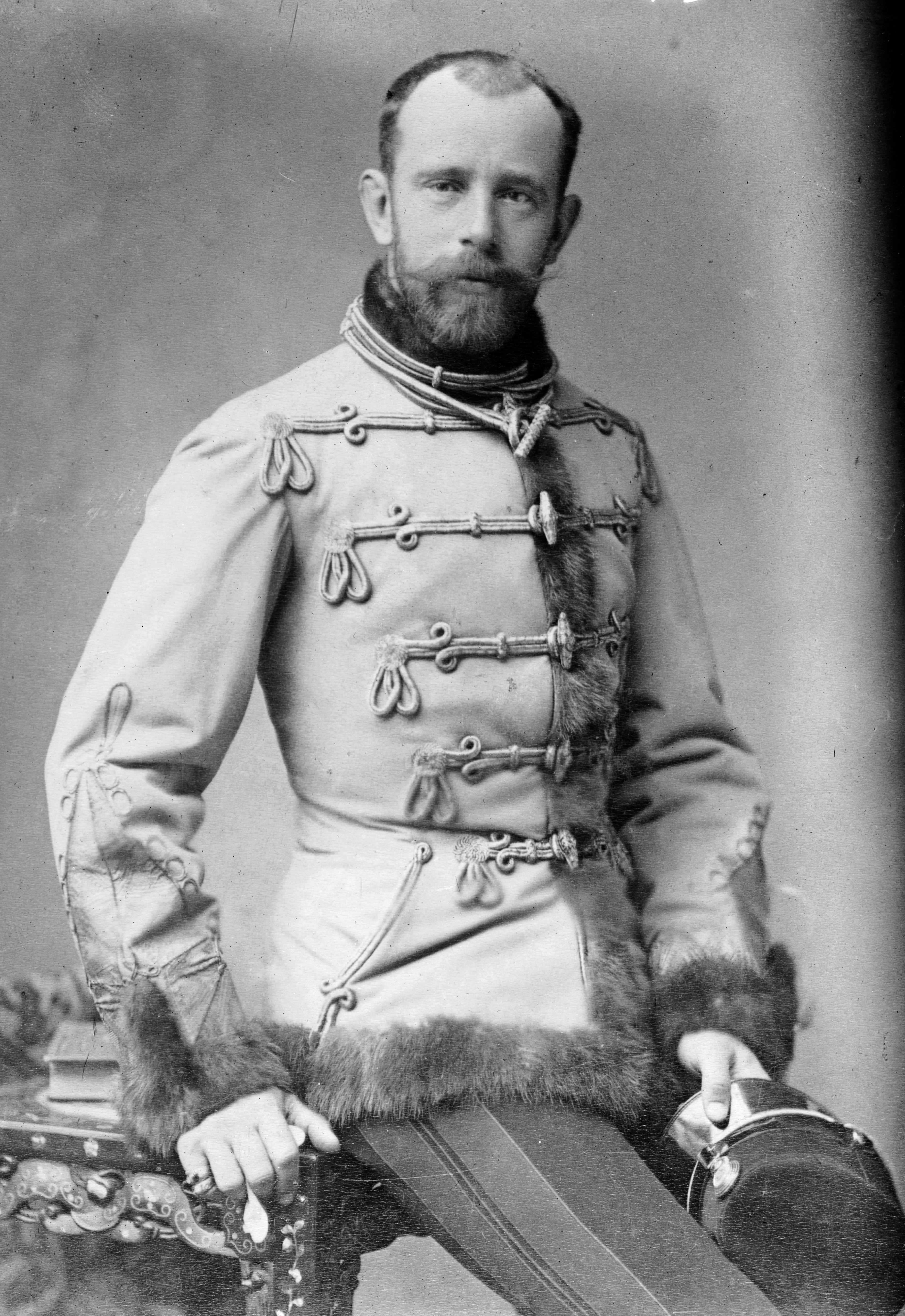
L'archiduc héritier Rodolphe (1887)

Le prince a épousé à 23 ans par raison d'état la princesse Stéphanie de Belgique mais, malgré la naissance d'une fille et des efforts réciproques, le couple bat de l'aile. Le prince s'est réfugié dans une vie de débauche, a contracté une maladie vénérienne, a contaminé son épouse qui, à 22 ans, est devenue stérile avant d'avoir pu donner naissance à l'héritier mâle que la monarchie attendait. La princesse ne pardonne pas cette trahison à son mari. Sans en référer à l'empereur qui en sera particulièrement outré, le prince osera écrire au pape pour demander l'annulation de son mariage. Démarche scandaleuse à laquelle le pape Léon XIII opposera diplomatiquement une fin de non-recevoir. 
Frustré dans ses idéaux politiques, humilié par l'échec de sa vie conjugale, usé par les désordres de sa vie personnelle, le prince est également marqué par les destins tragiques du roi Louis II de Bavière et de l'empereur allemand Frédéric III.  
C'est auprès de Mizzi Kaspar qu'il cherche quelque réconfort. Le prince va jusqu'à lui offrir en 1887 une maison valant 60 000 gulden en plein centre-ville de la capitale autrichienne puis lui donna, en janvier 1889, quelques jours avant sa mort, 130 000 gulden. 

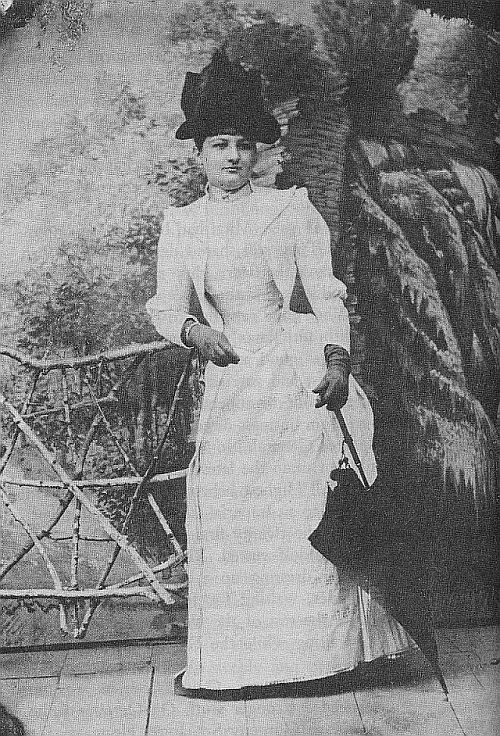
Mizzi Kaspar

Mizzi Kaspar fut peut-être le seul véritable amour du prince qui proposa à la jeune femme un pacte pour se suicider avec lui. Mizzi, âgée de 24 ans, refusa, tenta d'avertir la police qui ne tint aucun cas des déclarations alarmistes d'une femme réputée légère (tandis que de son côté, l'épouse du prince tentait d'alerter l'empereur).
Quelque temps plus tard, c'est à la jeune Marie Vetsera que l'archiduc proposa d'être sa partenaire dans la mort et ce fut la tragédie de Mayerling. C'est cependant avec Mizzi - et non avec Marie Vetsera - que l'archiduc passa la nuit qui précéda celle de sa mort.
L'archiduc légua par testament 30 000 gulden à sa maîtresse.
Jamais Mizzi Kaspar n'a évoqué devant quiconque la tragédie de Mayerling, refusant les interviews et ne laissant ni lettres, ni journal, ni mémoires. La jeune femme mourut à 42 ans des suites de la syphilis. 